# 黑崎久志
黑崎 久志（Kurosaki Hisashi，1968年5月8日—），日本足球運動員，前日本國家足球隊成員。由1992年到1999年之登録名為「黒崎 比差支」（日文發音兩者為同樣）。曾任青岛西海岸足球俱乐部主教练。

## 生平
從宇都宮學園高校年代，已展現出優厚潛質，1986年1月全國高中錦標賽晉身四強，他自己以高二生身份成為神射手。1987年1月全國高中錦標賽，八強出陣室蘭大谷高校，互射12碼以14:15被淘汰。
1987年高中畢業後，加盟日本足球聯賽球隊本田足球會，同時加盟的還有古川昌明與北澤豪。
1992年，本田足球會宣布不參加新成立的日本職業足球聯賽，他遂跟隨前教練宮本征勝、隊友長谷川祥之、本田泰人，一同轉投鹿島鹿角，並且以本名同音的「黑崎比差之」作球員註冊名稱，直至2000才用回本名。

## 國家隊
1989年首次入選日本國家足球隊，同年5月5日，作客對南韓的比賽首次上陣。同年6月11日，世界盃外圍賽東京主場5:0大勝印尼，射入第一個國際賽入球。
直至1997年為止，他共为日本隊出场24次，打进4球。

## 成績
| 日本國家足球隊 | 日本國家足球隊 | 日本國家足球隊 |
| 年             | 出場           | 入球           |
| -------------- | -------------- | -------------- |
| 1989           | 7              | 1              |
| 1990           | 2              | 0              |
| 1991           | 0              | 0              |
| 1992           | 0              | 0              |
| 1993           | 1              | 0              |
| 1994           | 1              | 0              |
| 1995           | 10             | 3              |
| 1996           | 2              | 0              |
| 1997           | 1              | 0              |
| 總和           | 24             | 4              |

## 外部連結
1. ↑  . 搜狐网. 2024-01-03  [2024-05-04]. （原始内容存档于2024-05-04）.

- National Football Teams（页面存档备份，存于）
- Japan National Football Team Database